# Cover 2

Beispiel einer Cover-2-Variante

Cover 2 ist ein Verteidigungsschema im American Football auf Basis der Zonendeckung. Bei diesem Schema üben vier Defense-Spieler  den Pass Rush aus und sieben übernehmen die Deckung.

## Prinzip
Der Grundgedanke der Cover 2 ist es, der Offense das sicherere Kurzpassspiel zu nehmen. Besonders mit der zunehmenden Popularität der West Coast Offense in den 1980ern wurde Cover 2 zu einem wichtigen System.

## Aufstellung und Aufgaben
In der Cover 2 stehen beide Safeties etwa 15 Yards von der Line of Scrimmage entfernt und bewegen sich nach dem Snap drei Yards nach hinten auf Höhe der Zahlen. Sie decken jeweils eine Hälfte des tiefen Feldes gegen den Pass und füllen die Gasse zwischen den Cornerbacks und Linebackern gegen den Lauf. Die Cornerbacks stehen dicht an der Line of Scrimmage und zwingen die Receiver nach innen. Dies ist wichtig, da sonst die Safeties weiter nach außen gehen müssten und sich so die Spielfeldmitte öffnen würde. Bei Laufspielzügen attackieren die Cornerbacks Läufe nach außen. Der Middle Linebacker läuft ein paar Schritte nach hinten und richtet seine Hüften auf die Seite aus, auf der mehr Receiver sind. Die beiden Outside Linebacker entfernen sich  etwa 10 bis 12 Yards von der Line of Scrimmage und positionieren sich zwischen den Hashmarks und den Nummern auf dem Spielfeld. Nachdem sie in ihre Zone gelangt sind, lesen sie den Quarterback und versuchen anschließend den Pass abzufangen. Die vier Defensive-Line-Spieler versuchen den Quarterback unter Druck zu setzen und ihn so zu einer schnellen Passabgabe zu bringen, was die Möglichkeit explosiver Spielzüge begrenzt. Bei einigen Spielsituationen (z. B. 3rd & 11) stellen sich die Verteidiger auch gleich in ihrer Endposition auf.

## Offense gegen Cover 2
Populär gegen Cover 2 sind die Passspielzüge Four Verticals und Flat-7. Bei der Four Verticals laufen die beiden äußeren Receiver tief geradeaus und die beiden inneren Receiver laufen eine Route, die sie in den Grenzbereich der Zonen zweier Verteidiger bringen. Damit setzen sie die beiden Safeties unter Stress und zwingen den Middle Linebacker, in der Mitte zu bleiben und öffnen so Löcher in der Verteidigung. Bei Flat-7 läuft der äußere Receiver nach vorne und zieht so den Cornerback mit nach hinten. Ein innerer Receiver läuft nun nach außen in die frei gewordene Zone und kann damit Raumgewinn erzielen. Aufgrund der großen Zone, die von den Safeties gedeckt werden muss, ergeben sich auch hier Schwachstellen. Sollte ein Receiver den Cornerback schlagen, so ist er bereits nach acht Yards in der Zone des Safety, während der Safety etwa 20 Yards zum Receiver laufen muss. Da Safeties Receiver aber häufig nicht adäquat decken können, kommt es hier zu einem Ungleichgewicht zu Gunsten der Offense. Da die Cover 2 vor allem schnelle Spieler benötigt, ist auch der Lauf eine effektive Gegenreaktion. Kräftige Runningbacks können die kleineren Linebacker häufig überlaufen und werden nicht selten erst von den Safeties gestoppt. Der Einsatz eines dritten Wide Receivers kann ebenfalls effektiv sein. Im klassischen Cover 2 stände nun dem dritten Receiver ein Linebacker gegenüber, was ebenfalls ein Ungleichgewicht zugunsten der Offense hervorbringt. Dagegen kann jedoch reagiert werden, indem ein Linebacker durch einen Nickelback ersetzt wird. Durch den Einsatz von drei Wide Receivern wird das Passspiel zusätzlich horizontal gestreckt, was eine schnellere Passabgabe erlaubt und den Pass Rush ineffektiv macht. Da das 3-Wide-Receiver-Spiel mittlerweile 50 % des offensiven Spiels ausmacht, schwindet die Anwendung der Cover 2.

## Tampa 2

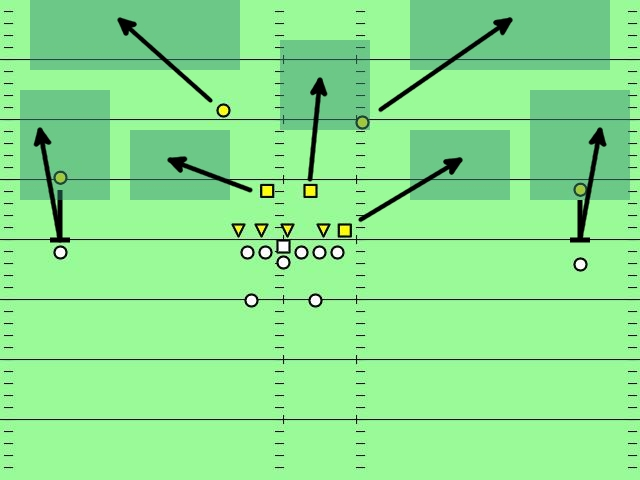
Tampa 2

Eine Weiterentwicklung der Cover 2 stellt die von Tony Dungy erdachte Tampa 2 dar. Dabei wird der Middle Linebacker weiter nach hinten geholt und deckt zusammen mit den Safeties die tiefe Zone. Während bei Cover 2 jeder Cornerback und Linebacker 1/5 der kurzen Zone zu decken und die Safeties jeweils die Hälfte des tiefen Feldes decken musste, müssen bei Tampa 2 der Middle Linebacker und die Safeties 1/3 der tiefen Zone decken und die Cornerbacks und Outside Linebacker jeweils 1/4 der kurzen Zone.